# Eucrate crenata
Eucrate crenata (De Haan, 1835) è un granchio della famiglia Euryplacidae.

## Descrizione
Ha un carapace quadrangolare, più largo che lungo, circa 35 mm, di colore crema finemente punteggiato di porpora, con due macchie scure ben distinte nella regione epatica, dotato di chelipedi robusti e leggermente diseguali.

## Distribuzione e habitat
La specie è ampiamente distribuita nell'Indo-Pacifico, dal mar Rosso alle isole Hawaii. Si è introdotta nel mar Mediterraneo attraverso il canale di Suez (migrazione lessepsiana) ed è stata segnalato in Egitto, Turchia, Israele e Tunisia.